# Курзенев, Владимир Анатольевич
Владимир Анатольевич Курзенев (род. 21 августа 1939, Алканка, Кикнурский район) — советский и российский учёный в области обработки радиолокационной информации и вероятности и статистики в управлении, доктор технических наук, профессор, заслуженный деятель науки РФ (1996).

## Биография
Родился 21 августа 1939 года в д. Алканка Кряжевского с/совета Кикнурского района.
Окончил Кикнурскую среднюю школу (1957, с золотой медалью) и конструкторский факультет Ленинградского кораблестроительного института по специальности «Приборостроение» (1963).
Был призван на военную службу с присвоением офицерского звания инженер-лейтенант. С января 1964 по декабрь 1966 года служил в специальных частях Тихоокеанского флота.
С декабря 1966 по декабрь 1990 года — в НИИ Радиоэлектроники (14 НИИ) ВМФ (г. Пушкин Ленинградской области): младший и старший научный сотрудник, начальник отдела, начальник НИО перспективных исследований. Капитан 1 ранга (1982).
Без отрыва от службы окончил математико-механический факультет ЛГУ по специальности «математика» (1975).
Принимал участие на всех этапах создания загоризонтной корабельной радиолокационной системы «Подберезовик», не имевшей зарубежных аналогов.
В 1973 году защитил кандидатскую диссертацию, в 1992 году — докторскую. В 1976 году присвоено звание «старший научный сотрудник» по специальности Радиолокация и радионавигация, в январе 1993 года — звание профессора.
С 1991 года — на преподавательской работе. Профессор, заведующий кафедрой Морской радиолокации и радиофизики Военно-Морского института радиоэлектроники им. А. С. Попова (1991—2000), профессор ГУАП. Одновременно с 1992 года заведующий кафедрой Математики и моделирования СЭП Северо-Западного института управления РАНХиГС.
Основатель научной школы «Количественные методы при исследовании социально-экономических процессов».
Автор свыше 160 научных работ, в том числе монографии и около десяти учебников и учебных пособий.
Заслуженный деятель науки РФ (1996).
Сочинения:
- Вероятность и статистика в управлении: (С прим. и задачами) / Курзенев В. А.; Рос. акад. гос. службы при Президенте РФ. Сев.-Зап. акад. гос. службы. — СПб. : Изд-во Сев.-Зап. акад. гос. службы, 1998. — 159 с. : ил., табл.; 20 см; ISBN 5-89781-013-3
- Введение в теорию управления организационными системами: учебное пособие для студентов по специальности «Государственное и муниципальное управление» специализация «Управление социально-экономическими процессами» / В. А. Курзенев ; Федеральное агентство по образованию, Федеральное гос. образовательное учреждение высш. проф. образования Северо-Западная акад. гос. службы. — Санкт-Петербург : СЗАГС, 2009. — 151 с. : ил.; 21 см; ISBN 978-5-89781-332-2
- В поисках оптимального [Текст] / В. А. Курзенев, В. Д. Матвеенко. — Санкт-Петербург : БХВ-Петербург, 2019. — 208 с. : ил.; 22 см; ISBN 978-5-9775-4102-2 : 1000 экз.